# Sedlo Ostrej
Sedlo Ostrej (1200 m) – przełęcz między szczytami Ostrá (1247 m) i Zadná Ostrá (1245 m) w zachodniej części Wielkiej Fatry na Słowacji. Jest to rozległe siodło, ale położone na dość ostrej grani. Południowe stoki przełęczy są w górnej części trawiaste, niżej porośnięte lasem i stromo opadają do Doliny Blatnickiej ( Blatnická dolina). Stoki północne są całkowicie porośnięte lasem i dość stromo opadają do doliny Konský dol.    

## Turystyka
Przełęcz jest dobrym punktem widokowym na Dolinę Blatnicką i wznoszące się nad nią szczyty. Przechodzi przez nią żółty szlak turystyczny. Z przełęczy odgałęzia się od niego również żółty, krótki szlak ślepo kończący się na  szczycie Ostrej (powrót na przełęcz tym samym szlakiem).
  Juriašova dolina, ustie – Juriašova dolina – Zadná Ostrá – Sedlo Ostrej. Odległość 2,7 km, suma podejść 595 m, suma zejść 60 m, czas przejścia 1:55 h, z powrotem 1:25 h.
  Sedlo Ostrej – Ostrá. Odległość 200 m, suma podejść 57 m, suma zejść 0 m, czas przejścia 10 min, z powrotem 10 min.
   Sedlo Ostrej –  Muráň. Odległość 1,6 km, suma podejść 30 m, suma zejść 180 m, czas przejścia 30 min, z powrotem 40 min.